# Skandha
Nella dottrina buddista i cinque skandha (in sanscrito स्कन्ध) o khandha (in pali खन्ध) sono i costituenti della persona empirica, che è tradizionalmente scomposta nei cinque aggregati (pāli: pañcakkhandha, sans. pañca skandha, 五蘊 cin. wǔyùn, cor. o-on, giapp. goun, tibetano: pung-po nga, viet. ngũ uẩn), ovvero:
1. forma, rūpa;
2. sensazione,vedanā;
3. percezione, saññā;
4. coefficienti, saṅkhāra;
5. coscienza, viññāna.

Nel Canone pāli questa dottrina è esposta per la prima volta nell'Anattalakkhana Sutta, o Insegnamento sulle caratteristiche del non-sé.